# Dysmilichia bicyclica
Dysmilichia bicyclica là một loài bướm đêm trong họ Noctuidae.